# 波兰青年共产主义联盟
波蘭青年共產主義聯盟（波蘭語：Związek Młodzieży Komunistycznej w Polsce，缩写为ZMKwP）是波蘭共產黨的青年翼，存在于1922年—1938年。1931年，波蘭青年共產主義聯盟有7000名成員。波蘭青年共產主義聯盟是青年共產國際的成员。

## 種族比例
波蘭青年共產主義聯盟比母黨波蘭共產黨有更多比例的猶太人成員。截至1930年，51%的波蘭青年共產主義聯盟成員是猶太人，19%是波蘭人，18%是烏克蘭人，12%是白俄羅斯人。然而，到1933年，此種種族比例發生變化，33%的波蘭青年共產主義聯盟成員是波蘭人，31%是猶太人，19%是白俄羅斯人，17%是烏克蘭人。

## 解散
1938年，根據共產國際執行委員會的決定，波蘭青年共產主義聯盟和波蘭共產黨同时解散。